# Abyssinian War Medal
La Abyssinian War Medal era una medaglia di campagna militare inglese coniata per ricompensare quanti avessero partecipato alla spedizione britannica in Abissinia del 1868.

## Storia
La medaglia venne concessa a tutti i militari in servizio in Abissinia dal 4 ottobre 1867 al 19 aprile 1868 nel corso della Spedizione britannica in Abissinia (1868). La spedizione punitiva, guidata dal Luogotenente Generale Sir Robert Napier, vide lo scontro delle forze britanniche contro quelle dell'impero etiope. L'imperatore Teodoro II d'Etiopia aveva infatti imprigionato molti missionari e due rappresentanti del governo inglese nell'area.

## Descrizione
La medaglia è atipica per il genere di medaglie di campagna coniate dal Regno Unito nell'Ottocento. L'onorificenza è costituita da un disco d'argento sul quale è raffigurata sul diritto l'effigie della regina Vittoria d'Inghilterra rivolta verso sinistra, abbigliata all'orientale, all'interno di una cornice raggiante a fiori che intercala la parola ABYSSINIA. Sul retro la medaglia presenta una corona d'alloro al centro della quale vi era uno spazio libero per inscrivervi il nome dell'insignito ed il reggimento nel quale aveva militato. La medaglia è sostenuta al nastro da una corona reale inglese in argento.
Il nastro era rosso bordato di bianco su ambo i lati.